# كيف الحال (فلم)
كيف الحال هو فيلم سعودي بميزانية ضخمة. إنتاج مجموعة روتانا (مملوكة للأمير الوليد بن طلال) وإخراج إيزادور مسلم بمشاركة المخرجة السعودية هيفاء المنصور، وبطولة هشام الهويش، تركي اليوسف، خالد سامي، علي السبع، ميس حمدان، فاطمة الحوسني، ومشاركة هند محمد أول ممثلة سينمائية سعودية.
قصته عن عائلة متنازعة بين التحرر والتقاليد في السعودية؛ حيث ينشأ حب بين سلطان وابنة عمه بدون علم العائلة، ويتطور الأمر إلى محاولة كلا الطرفين الاقتراب من الآخر، ولكن لم يتمكنا من ذلك بسبب وجود الأخ المحافظ. وقد أحس هذا الأخ بوجود مشكلة في البيت وبحث عن حلول لها ومنها تزويج أخته بصديقه المتدين. وعندما سافرت العائلة خارج المملكة اغتنم المتحابّان الفرصة وكاد أن يتطور الأمر لولا تنبه الأخ.
جرى تصويره في دبي، ولم يعرض في السعودية، وذلك بسبب منع السينما فيها. وقد عُرض في البحرين في 9 نوفمبر 2006، ثم بثته قناة أل بي سي (LBC) اللبنانية لمرة واحدة، ثم قامت قناة روتانا أفلام بعرضه عدت مرات.

## روابط خارجية
- كيف الحال على موقع IMDb (الإنجليزية)
- كيف الحال على موقع قاعدة بيانات الأفلام العربية
- كيف الحال على موقع قاعدة بيانات الفيلم (الإنجليزية)
- كيف الحال على موقع ليتربوكسد (الإنجليزية)
- كيف الحال على موقع كينوبويسك (الروسية)